# Linda Newbery
Pour les articles homonymes, voir Newbery.
Linda Iris Newbery, née à Romford le 12 août 1952, est une écrivaine britannique connue pour écrire des fictions pour jeunes adultes, domaine par lequel elle est entrée sur le marché, bien qu'elle ait élargi sa gamme pour englober tous les âges.
Elle a publié son premier roman Run with the Hare en 1988, tout en travaillant comme professeur d'anglais dans une école polyvalente. Son roman de 2006 Catcall a remporté le Silver Award du Nestlé Children's Book Prize.
Newbery est une tutrice régulière pour la Arvon Foundation et est membre de la Society of Authors et de la Scattered Authors' Society.

## Biographie
Linda Newbery, née à Romford, Essex, a passé la majeure partie de son enfance à Epping, et a fréquenté une grammar school dans la ville voisine de Loughton rempli plusieurs cahiers avec ses histoires. Jeune adulte, elle a également expérimenté l'écriture de poésie. Elle a enseigné l'anglais dans des écoles secondaires tout en travaillant sur ses romans, devenant écrivain à plein temps en 1977.